# Барон Шаттлворт

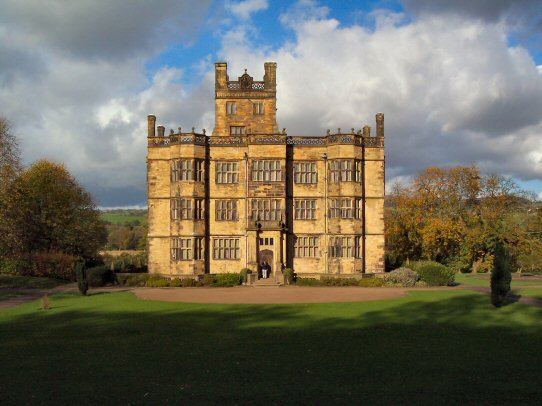
Гауторп-Холл, семейная резиденция баронов Шаттлворт до 1970 года

Барон Шаттлворт из Гауторпа в графстве Ланкашир — наследственный титул в системе Пэрства Соединенного Королевства.

## История
Титул барона Шаттлворта был создан 16 июля 1902 года для либерального политика, сэра Утреда Кей-Шаттлворта, 2-го баронета (1844—1939). Он представлял в Палате общин Великобритании Гастингс (1869—1880) и Клитеро (1885—1902), а также занимал должности заместителя министра по делам Индии (1886), канцлера герцогства Ланкастерского (1886), парламентского и финансового секретаря Адмиралтейства (1892—1895) и лорда-лейтенанта Ланкашира (1908—1928). Оба его сына погибли во время Первой мировой войны. Ему наследовал его внук, Ричард Ухтред Пол Кей-Шаттлворт, 2-й барон Шаттлворт (1913—1940), старший сын достопочтенного Лоуренса Ухтреда Кей-Шаттлворта, старшего сына первого барона. Он и его младший брат, Рональд Орландо Лоуренс Кей-Шаттлворт, 3-й барон Шаттлворт (1917—1942), погибли во время Второй мировой войны. После гибели в 1942 году 3-го барона титул унаследовал его двоюродный брат, Чарльз Ухтред Джон Кей-Шаттлворт, 4-й барон Шаттлворт (1917—1975), старший сын достопочтенного Эдварда Кей-Шаттлворта, второго сына первого барона. 4-й барон Шаттлворт смог пережить Вторую мировую войну, но получил серьезное ранение.
По состоянию на 2025 год носителем баронского титула являлся сын последнего, Чарльз Джеффри Николас Кей-Шаттлворт, пятый барон Шаттлворт (род. 1948), который стал преемником своего отца в 1975 года. Лорд Шаттлворт — лорд-лейтенант Ланкашира с 1997 года.
Титул баронета Кей-Шаттлворта из Гауторпа в графстве Ланкашир (Баронетство Соединённого королевства) был создан 22 декабря 1849 года для британского врача, социального реформатора и просветителя Джеймса Кей-Шаттлворта (1804—1872), отца первого барона Шаттлворта. Родился как Джеймс Кей, он получил королевское разрешение на дополнительную фамилию «Шаттлворт» после его брака в 1842 году с Джанет Шаттлворт (1817—1872), единственным ребенком и наследницей Роберта Шаттлворта (1784—1818) из Гауторп-Холла. Джеймс Кей-Шаттлворт занимал должность министра образования (1839—1849).
Также были известны два брата первого баронета. Джозей Кей (1821—1878) был известным экономистом, а сэр Эдвард Кей (1822—1897) — лордом-судьей Апелляционного суда.
Семейным гнездом баронов Шаттлворт был Гауторп-Холл в Падихеме возле города Бернли в графстве Ланкашир. Семья продала свою резиденцию в 1970 году, сейчас этот дом финансируется и управляется Национальным фондом в партнерстве с Советом графства Ланкашир. Нынешний барон Шаттлворт проживает в Лек-Холле в окрестностях Киркби-Лонсдейла в Северном Ланкашире.

## Баронеты Кей-Шаттлворт из Гауторпа (1849)
- 1849—1872: Сэр Джеймс Филлипс Кей-Шаттлворт, 1-й баронет (20 июля 1804 — 26 мая 1872), сын Роберта Кея (1768—1834)[1]
- 1872—1939: Сэр Джеймс Ухтред Кей-Шаттлворт, 2-й баронет (18 декабря 1844 — 20 декабря 1939), старший сын предыдущего, барон Шаттлворт с 1902 года[2].

## Бароны Шаттлворт (1902)
- 1902—1939: Ухтред Джеймс Кей-Шаттлворт, 1-й барон Шаттлворт (18 декабря 1844 — 20 декабря 1939), старший сын сэра Джеймса Филиппса Кей-Шаттлворта, 1-го баронета (1804—1872)[2]
  - Капитан достопочтенный Лоуренс Ухтред Кей-Шаттлворт (21 сентября 1887 — 30 марта 1917), старший сын предыдущего[3]
- 1939—1940: Ричард Ухтред Пол Кей-Шаттлворт, 2-й барон Шаттлворт (30 октября 1913 — 8 августа 1940), старший сын предыдущего, внук первого барона[4]
- 1940—1942: Рональд Орландо Лоуренс Кей-Шаттлворт, 3-й барон Шаттлворт (7 октября 1917 — 17 ноября 1942), младший брат предыдущего[5]
- 1942—1975: Чарльз Ухтред Джон Кей-Шаттлворт, 4-й барон Шаттлворт (24 июня 1917 — 5 октября 1975), единственный сын капитана достопочтенного Эдварда Джеймса Кей-Шаттлворта (1890—1917), второго сына первого барона Шаттлворта[6]
- 1975 — настоящее время: Чарльз Джеффри Николас Кей-Шаттлворт, 5-й барон Шаттлворт (род. 2 августа 1948), старший сын предыдущего[7]
  - Наследник титула: достопочтенный Томас Эдвард Кей-Шаттлворт (род. 29 сентября 1976), старший сын предыдущего[8].